# Петър Велики (залив)
Вижте пояснителната страница за други значения на Петър Велики.
Заливът Петър Велики (на руски: Залив Петра Великого) е голям залив в северната част на Японско море (най-големият на морето), край бреговете на Приморски край в Русия. Дължина – 80 km и ширина – около 200 km. Бреговете му са силно разчленени и образува големи вътрешни заливи – Амурски, Усурийски, Посет, Стрелок, Восток. През зимата значителна част от залива замръзва. В него се намират и множество острови Руски, Попов, Рейнеке, Рикорда, Фуругелм, Асколд, Путятин и архипелагът Римски-Корсаков. В него се вливат множество реки в т.ч. Амба, Раздолная, Шкотовка, Партизанская и др. По бреговете му са разположени много населени места, включително Владивосток – административният център на Приморски край и най-голямото пристанище на Русия в Далечния Изток – Находка (в залива Америка). Ежегодно в залива се провежда регата.
Част от бреговете на залива, няколко острова в него и няколко по-малки залива са открити и първично заснети през 1854 г. от руския мореплавател Иван Унковски, а пълното топографско заснемане и картиране на бреговете му и островите в него е извършено от 1860 до 1863 г. от руския морски топограф Василий Бабкин.